# IP6K2
IP6K2 (англ. Inositol hexakisphosphate kinase 2) – білок, який кодується однойменним геном, розташованим у людей на короткому плечі 3-ї хромосоми.  Довжина поліпептидного ланцюга білка становить 426 амінокислот, а молекулярна маса — 49 186.
| 10         |  | 20         |  | 30         |  | 40         |  | 50         |
| ---------- |  | ---------- |  | ---------- |  | ---------- |  | ---------- |
| MSPAFRAMDV |  | EPRAKGVLLE |  | PFVHQVGGHS |  | CVLRFNETTL |  | CKPLVPREHQ |
| FYETLPAEMR |  | KFTPQYKGVV |  | SVRFEEDEDR |  | NLCLIAYPLK |  | GDHGIVDIVD |
| NSDCEPKSKL |  | LRWTTNKKHH |  | VLETEKTPKD |  | WVRQHRKEEK |  | MKSHKLEEEF |
| EWLKKSEVLY |  | YTVEKKGNIS |  | SQLKHYNPWS |  | MKCHQQQLQR |  | MKENAKHRNQ |
| YKFILLENLT |  | SRYEVPCVLD |  | LKMGTRQHGD |  | DASEEKAANQ |  | IRKCQQSTSA |
| VIGVRVCGMQ |  | VYQAGSGQLM |  | FMNKYHGRKL |  | SVQGFKEALF |  | QFFHNGRYLR |
| RELLGPVLKK |  | LTELKAVLER |  | QESYRFYSSS |  | LLVIYDGKER |  | PEVVLDSDAE |
| DLEDLSEESA |  | DESAGAYAYK |  | PIGASSVDVR |  | MIDFAHTTCR |  | LYGEDTVVHE |
| GQDAGYIFGL |  | QSLIDIVTEI |  | SEESGE     |  |            |  |            |

A: Аланін

C: Цистеїн

D: Аспарагінова кислота

E: Глутамінова кислота

F: Фенілаланін

G: Гліцин

H: Гістидин

I: Ізолейцин

K: Лізин

L: Лейцин

M: Метіонін

N: Аспарагін

P: Пролін

Q: Глутамін

R: Аргінін

S: Серин

T: Треонін

V: Валін

W: Триптофан

Кодований геном білок за функціями належить до трансфераз, кіназ. 
Задіяний у такому біологічному процесі як альтернативний сплайсинг. 
Білок має сайт для зв'язування з АТФ, нуклеотидами. 
Локалізований у ядрі.